# Scopolia caucasica
Scopolia caucasica, višegodišnja biljka iz roda bijelog buna, porodica krumpirovki, koja raste na planinskom području sjevernog Kavkaza
. Lokalno je poznata kao Скополия кавказская, ili kavkaska skopolija.